# Perilestes kahli
Perilestes kahli – gatunek ważki z rodziny Perilestidae. Występuje na terenie Ameryki Południowej.